# Vídeňský pěvecký spolek

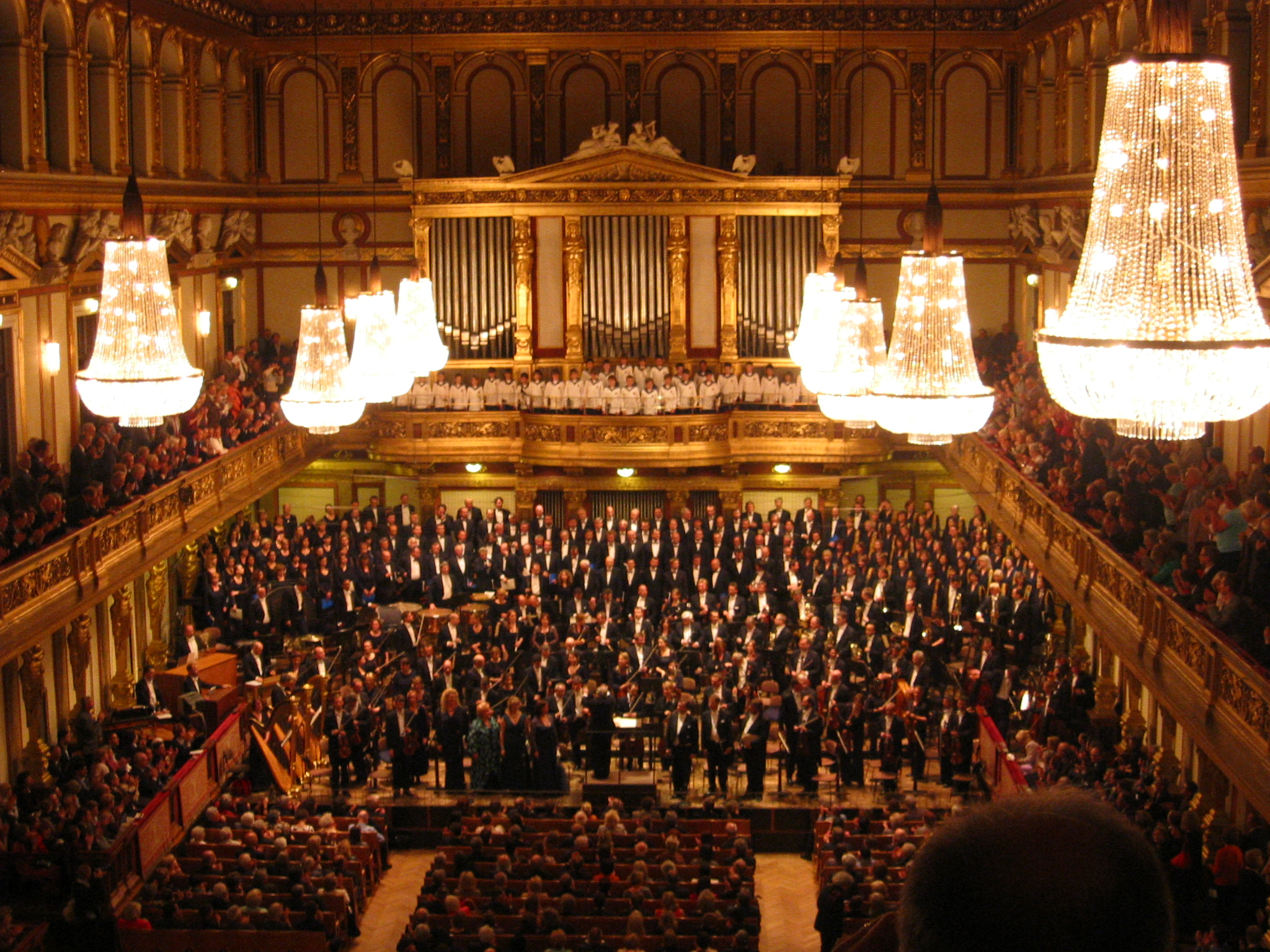
Gustav Mahler: Symphonie No. 8 (2009) – Wiener Singverein – Slovenská filharmónia zbor – Vídeňský chlapecký sbor – Staatskapelle Berlin – Pierre Boulez – Goldener Saal Musikverein Vídeň

Vídeňský pěvecký spolek (Wiener Singverein) je rakouský sbor o ca. 230 členech, působící při Hudebním spolku Musikverein (Vídeň/Rakousko).

## Historie
První podnět k jeho vzniku vzešel roku 1812 od Antonia Salieriho, jehož cílem bylo umožnit ve Vídni provádění repertoáru s velkým sborovým obsazením, např. oratorií Georga Friedricha Händela. Tato iniciativa vedla k založení Společnosti přátel hudby (Gesellschaft der Musikfreunde).
Roku 1858 pak vznikl Vídeňský pěvecký spolek, u jehož založení stáli Johann von Herbeck a další osobnosti. Spolek spolupracoval s četnými předními orchestry jako Vídeňskými filharmoniky a Vídeňskými symfoniky a v jeho čele stáli v průběhu historie renomovaní dirigenti. Sbor se rovněž podílel na řadě premiér děl Franze Schuberta, Antona Brucknera, Johannese Brahmse a Gustava Mahlera.
V letech 1947–1989 se sborem úzce spolupracoval Herbert von Karajan, jímž bylo těleso také často zváno k hostování v zahraničí. Roku 1993 se uskutečnilo pohostinské vystoupení na pozvání Slovenské filharmonie. Roku 2009 vystoupily společně Vídeňský pěvecký spolek, Slovenský filharmonický sbor a Vídeňský chlapecký sbor (Wiener Sängerknaben) za řízení Pierra Bouleze.
Jako sbormistr působil u Vídeňského spolku v 19. století mj. Johannes Brahms, od roku 1991 jej vede sbormistr a dirigent Johannes Prinz.

## Nahrávky (CD a DVD)
- Ludwig van Beethoven Symphonie Nr. 9 – Ode an die Freude (Vídeňští filharmonikové – Christian Thielemann)[1]
- Johannes Brahms Ein deutsches Requiem (Cleveland Orchestra – F. Welser-Möst)
- Antonín Dvořák Requiem (Royal Concertgebouw Orchestra – Mariss Jansons)
- Gustav Mahler Symphonie Nr. 2 – Auferstehung (Vídeňští filharmonikové – Gilbert Kaplan)
- Gustav Mahler Symphonie Nr. 2 – Auferstehung (Vídeňští filharmonikové – Pierre Boulez)
- Gustav Mahler Symphonie Nr. 3 (Bavarian State Orchestra – Zubin Mehta)
- Gustav Mahler Symphonie Nr. 3 (Vídeňští filharmonikové – Pierre Boulez)
- Otto Nicolai Mondchor aus Die lustigen Weiber von Windsor (Schönbrunn 2010, Vídeňští filharmonikové – F. Welser-Möst)
- Robert Schumann Manfred – Schauspielmusik (Tonkünstler-Orchester Niederösterreich – Bruno Weil)
- Franz Schmidt Das Buch mit sieben Siegeln (Vídeňští filharmonikové – Nikolaus Harnoncourt)
- Franz Schmidt Das Buch mit sieben Siegeln (Tonkünstler-Orchester Niederösterreich – Kristjan Järvi)
- Karol Szymanowski Symphonie Nr. 3 – Lied der Nacht (Vídeňští filharmonikové – Pierre Boulez)
- Richard Wagner Tristan und Isolde – Duett-Szenen (Vienna Radio Symphony Orchestra – Bertrand de Billy)